# Fa'atuatua i le Atua Samoa ua Tasi
Fa'atuatua i le Atua Samoa ua Tasi (le plus souvent abrégé en FAST, « Foi en un Dieu unique de Samoa » en samoan) est un parti politique samoan fondé en 2020.

## Débuts
Fin juillet 2020, La'auli Leuatea Polataivao, député exclu du Parti pour la protection des droits de l'homme (PPDH) en raison de ses désaccords avec le Premier ministre Tuila'epa Sa'ilele Malielegaoi, fonde le parti FAST. Il démissionne de son siège de député, se présente sous l'étiquette de son nouveau parti à l'élection partielle qui en résulte fin août, et est réélu,. En janvier 2021, Fiame Naomi Mata'afa, ancienne vice-Première ministre exclue du gouvernement, rejoint le parti, et l'ancien Premier ministre puis chef d'État Tui Atua Tupua Tamasese Tufuga Efi appelle les électeurs à voter pour le FAST aux prochaines élections. En mars, Naomi Mata'afa est élue cheffe du parti, avec Leuatea Polataivao pour adjoint.
Aux élections législatives d'avril 2021, le parti remporte vingt-cinq sièges sur cinquante-et-un au Fono (le parlement national), manquant de peu la majorité absolue et privant le PPDH -au pouvoir depuis 1982- de sa majorité sortante,. L'unique élu indépendant, Tuala Iosefo Ponifasio, se range toutefois dans le camp du parti, lui conférant ainsi la majorité. Le parti forme alors le gouvernement du pays, mené par la nouvelle Première ministre Fiame Naomi Mata'afa.
Le 10 janvier 2025, la Première ministre limoge Laauli Leuatea Schmidt de son poste de ministre de l'Agriculture et des Pêcheries, en raison de son inculpation pour faux, harcèlement, diffamation et entrave à la justice. Exclu du gouvernement, il demeure néanmoins président du parti, et des personnalités du parti condamnent son limogeage, certains demandant en réponse la destitution de la Première ministre. Le 14 janvier, ayant demandé à chacun de ses ministres s'ils la soutiennent, Fiame Naomi Mata'afa limoge les trois qui lui ont répondu « non » : Mulipola Anarosa Ale-Molio'o (la ministre des Femmes, de la Communauté et du Développement social), Toelupe Poumulinuku Onesemo (le ministre des Technologies de l'information et de la communication), et Leota Laki Sio (le ministre du Commerce, des Industries et du Travail)
,,.
En réponse, le 15 janvier, vingt membres du groupe parlementaire du parti s'assemblent et, sous la direction de Laauli Leuatea Schmidt, votent l'exclusion du parti de Fiame Naomi Mata'afa, du vice-Premier ministre Tuala Iosefo Ponifasio, et des ministres Olo Fiti Vaai, Faualo Harry Schuster, Toeolesulusulu Cedric Schuster et Leatinuu Wayne Sooialo. Ils élisent Laauli Leuatea Schmidt comme chef du parti, avec Leota Laki Sio comme adjoint, et Mulipola Anarosa Ale Molio’o comme trésorière.

## Idéologie
Le parti promeut des objectifs très généraux et consensuels : l'égalité des chances, de bons services publics, la reconnaissance de la culture et des coutumes samoanes, et la sécurité. Parti conservateur chrétien — il souhaite exempter de l'impôt les ministres des églises —, libéral en économie, attaché aux coutumes autochtones, il ne se distingue pas idéologiquement du PPDH.